# 93. вечити дерби у фудбалу
93. вечити дерби у фудбалу је фудбалска утакмица одиграна у Београду 26. септембра 1993. године, између Црвене звезде и Партизана. Утакмица се завршила резултатом 2 : 0 (2 : 0) за Црвену звезду.